# Abbondio Rezzonico

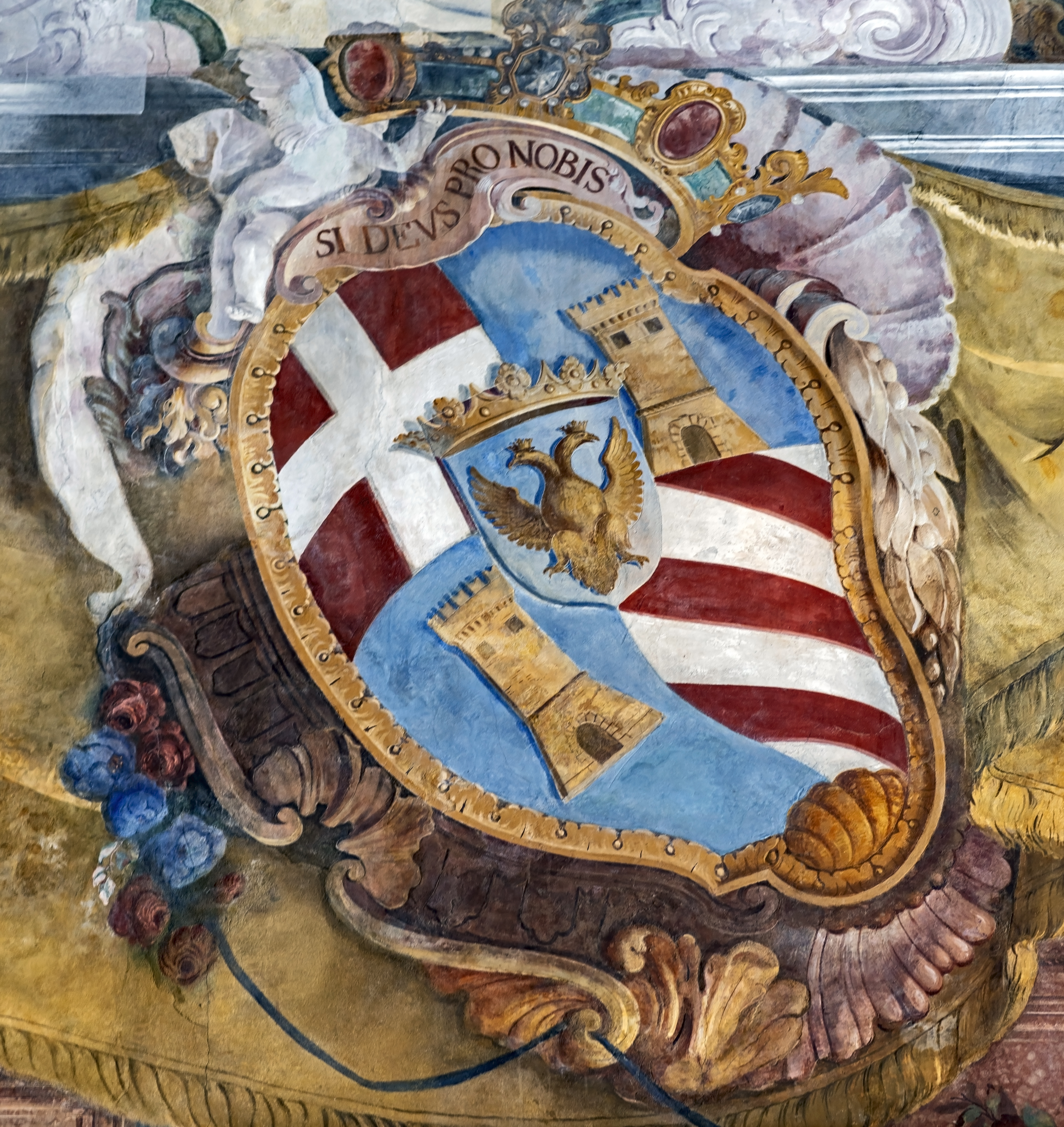
Stemma dei Rezzonico, Ca' Rezzonico, Venezia.

Abbondio Rezzonico, I principe Rezzonico (Venezia, 19 febbraio 1742 – Roma, 1º marzo 1810), è stato un nobile e dignitario pontificio italiano; ha ricoperto la carica di Senatore di Roma dal 1765 al 1810.

## Biografia
Nato a Venezia il 19 febbraio 1742, Abbondio era figlio di Aurelio Rezzonico, III barone del Sacro Romano Impero (fratello del futuro papa Clemente XIII), e di sua moglie, la nobildonna Anna Giustiniani. Venne battezzato col nome di Abbondio in ricordo del santo vescovo patrono di Como, città dalla quale la famiglia anticamente proveniva. Era fratello di Carlo e Giovanni Battista, futuri cardinali, pronipote del cardinale Gianfrancesco Barbarigo ed imparentato per parte di sua nonna con il beato Gregorio Barbarigo (proclamato santo nel 1761 da suo zio papa).
Fu proprio alla figura del potente zio Carlo eletto al soglio pontificio col nome di Clemente XIII nel 1758, che Abbondio dovette gran parte della propria fortuna. Nel 1760, all'estinzione della nobile e ricca casata dei Pamphili con la morte di Girolamo Pamphili, IV principe di San Martino al Cimino e Valmontone, rimase vacante la carica di Gonfaloniere del Senato e del Popolo Romano che era ereditaria presso questa famiglia. La carica venne concessa dal pontefice a Ludovico, fratello maggiore di Abbondio, il quale però morì senza figli nel 1786, lasciando il fratello erede delle sue fortune.
Abbondio, che già aveva titoli nella nobiltà veneziana dove la sua famiglia aveva col tempo acquistato ed abbellito la splendida Ca' Rezzonico (dove Abbondio fu patrono del Tiepolo), mancava comunque di un corretto inserimento all'interno della nobiltà pontificia e per questo suo zio, intenzionato a dare lustro alla propria famiglia in pieno spirito nepotista come molti altri suoi predecessori avevano fatto, creò Abbondio al titolo di principe. Nel 1787 la carriera di Abbondio, sempre ad opera dello zio pontefice, si avvalse anche della nomina a gonfaloniere perpetuo del senato e popolo romano e senatore di Roma. Per l'occasione, il celebre pittore lucchese Pompeo Batoni realizzò per lui un monumentale ritratto (3 m x 2 m), tra i meglio esemplificativi della pittura celebrativa del XVIII secolo, realizzato al fine di consacrare pubblicamente la potenza raggiunta dalla famiglia Rezzonico a Roma.
Morì a Roma il 1 marzo 1810. Non avendo avuto figli dal proprio matrimonio, con la morte di Abbondio si estinse il titolo di principe Rezzonico. Nominò erede delle sue sostanze la sorella Quintilia, sposata al nobile Lodovico Widmann, la cui famiglia ereditò il patrimonio dei Rezzonico veneziani.

## Matrimonio
Abbondio sposò a Roma il 7 febbraio 1768 la principessa Ippolita Boncompagni Ludovisi (1751-1813), figlia di Gaetano I Boncompagni Ludovisi, principe di Piombino e duca di Sora, e di sua moglie, Laura Chigi (figlia di Augusto Chigi, II principe di Farnese). La coppia non ebbe figli.

## Albero genealogico
|                                                                |                       |                    | Genitori        |  |  | Nonni |  |  | Bisnonni                                            |  |  | Trisnonni |  |
|                                                                |                       |                    |                 |  |  |       |  |  | Aurelio Rezzonico, I barone del Sacro Romano Impero |  |  | …         |  |
|                                                                |                       |                    |                 |  |  |       |  |  | Aurelio Rezzonico, I barone del Sacro Romano Impero |  |  | …         |  |
|                                                                |                       | …                  |                 |  |  |       |  |  | Aurelio Rezzonico, I barone del Sacro Romano Impero |  |  |           |  |
| Giovanni Battista Rezzonico, II barone del Sacro Romano Impero |                       |                    |                 |  |  |       |  |  | Aurelio Rezzonico, I barone del Sacro Romano Impero |  |  |           |  |
|                                                                |                       | …                  | …               |  |  |       |  |  |                                                     |  |  |           |  |
|                                                                |                       | …                  | …               |  |  |       |  |  |                                                     |  |  |           |  |
|                                                                |                       | …                  | …               |  |  |       |  |  |                                                     |  |  |           |  |
| Aurelio Rezzonico, III barone del Sacro Romano Impero          |                       | …                  |                 |  |  |       |  |  |                                                     |  |  |           |  |
|                                                                |                       | Antonio Barbarigo  | …               |  |  |       |  |  |                                                     |  |  |           |  |
|                                                                |                       | Antonio Barbarigo  | …               |  |  |       |  |  |                                                     |  |  |           |  |
|                                                                |                       | Antonio Barbarigo  | …               |  |  |       |  |  |                                                     |  |  |           |  |
| Vittoria Barbarigo                                             |                       | Antonio Barbarigo  |                 |  |  |       |  |  |                                                     |  |  |           |  |
|                                                                |                       | Chiara Duodo       | …               |  |  |       |  |  |                                                     |  |  |           |  |
|                                                                |                       | Chiara Duodo       | …               |  |  |       |  |  |                                                     |  |  |           |  |
|                                                                |                       | Chiara Duodo       | …               |  |  |       |  |  |                                                     |  |  |           |  |
| Abbondio Rezzonico, I principe Rezzonico                       |                       | Chiara Duodo       |                 |  |  |       |  |  |                                                     |  |  |           |  |
|                                                                | Francesco Giustiniani | Pietro Giustiniani |                 |  |  |       |  |  |                                                     |  |  |           |  |
|                                                                | Francesco Giustiniani | Pietro Giustiniani |                 |  |  |       |  |  |                                                     |  |  |           |  |
|                                                                | Francesco Giustiniani | Alba Grimani       |                 |  |  |       |  |  |                                                     |  |  |           |  |
| Ludovico Giustiniani                                           | Francesco Giustiniani |                    |                 |  |  |       |  |  |                                                     |  |  |           |  |
|                                                                |                       | Anna Vidiman       | Paolo Vidiman   |  |  |       |  |  |                                                     |  |  |           |  |
|                                                                |                       | Anna Vidiman       | Paolo Vidiman   |  |  |       |  |  |                                                     |  |  |           |  |
|                                                                |                       | Anna Vidiman       | …               |  |  |       |  |  |                                                     |  |  |           |  |
| Anna Giustiniani                                               |                       | Anna Vidiman       |                 |  |  |       |  |  |                                                     |  |  |           |  |
|                                                                |                       | Alessandro Crotta  | Giovanni Crotta |  |  |       |  |  |                                                     |  |  |           |  |
|                                                                |                       | Alessandro Crotta  | Giovanni Crotta |  |  |       |  |  |                                                     |  |  |           |  |
|                                                                |                       | Alessandro Crotta  | …               |  |  |       |  |  |                                                     |  |  |           |  |
| Adriana Crotta                                                 |                       | Alessandro Crotta  |                 |  |  |       |  |  |                                                     |  |  |           |  |
|                                                                |                       | …                  | …               |  |  |       |  |  |                                                     |  |  |           |  |
|                                                                |                       | …                  | …               |  |  |       |  |  |                                                     |  |  |           |  |
|                                                                |                       | …                  | …               |  |  |       |  |  |                                                     |  |  |           |  |
|                                                                |                       | …                  |                 |  |  |       |  |  |                                                     |  |  |           |  |